# Karl Tischlinger
Karl Tischlinger (* 7. November 1910 in München-Sendling; † 4. August 1983 in München) war ein deutscher Schauspieler, der in erster Linie durch seine Rollen als bayerischer Volksschauspieler bekannt wurde.

## Leben
Ab den 1950er Jahren war Tischlinger in zahlreichen Heimatfilmen zu sehen, später wurde er Ensemble-Mitglied des erfolgreichen Komödienstadels im Bayerischen Rundfunk, wo er an der Seite von Stars wie Gustl Bayrhammer, Max Grießer und Erni Singerl auftrat. Er spielte in vielen bekannten TV-Serien Nebenrollen, darunter Königlich Bayerisches Amtsgericht und Der Alte.
Einem größeren Publikum wurde der Schauspieler als Polizeimeister Alois Huber,  zusammen mit seinem Kollegen Wilmut Borell als Polizeihauptwachtmeister Herbert Dambrowski in der Serie Funkstreife Isar 12 in den 1960er Jahren bekannt. Außerdem ist er auf mehreren Schallplatten und Audio-Kassetten von Meister Eder und sein Pumuckl u. a. als Kunde Herr Gerstl oder als Fliesenleger Herr Ramsauer zu hören. Einige seiner Rollen wurden bei den neuen Hörspielen mit Bayrhammer als Meister Eder allerdings von Fritz Straßner neu eingesprochen. Dafür sprach er auch eine neue Rolle, die im alten Hörspiel von Hans Wengefeld gespielt wurde, als Hundebesitzer Herr Direktor Weiß, was eine seiner letzten Rollen war.
Karl Tischlinger starb im Alter von 72 Jahren.

## Grabstätte

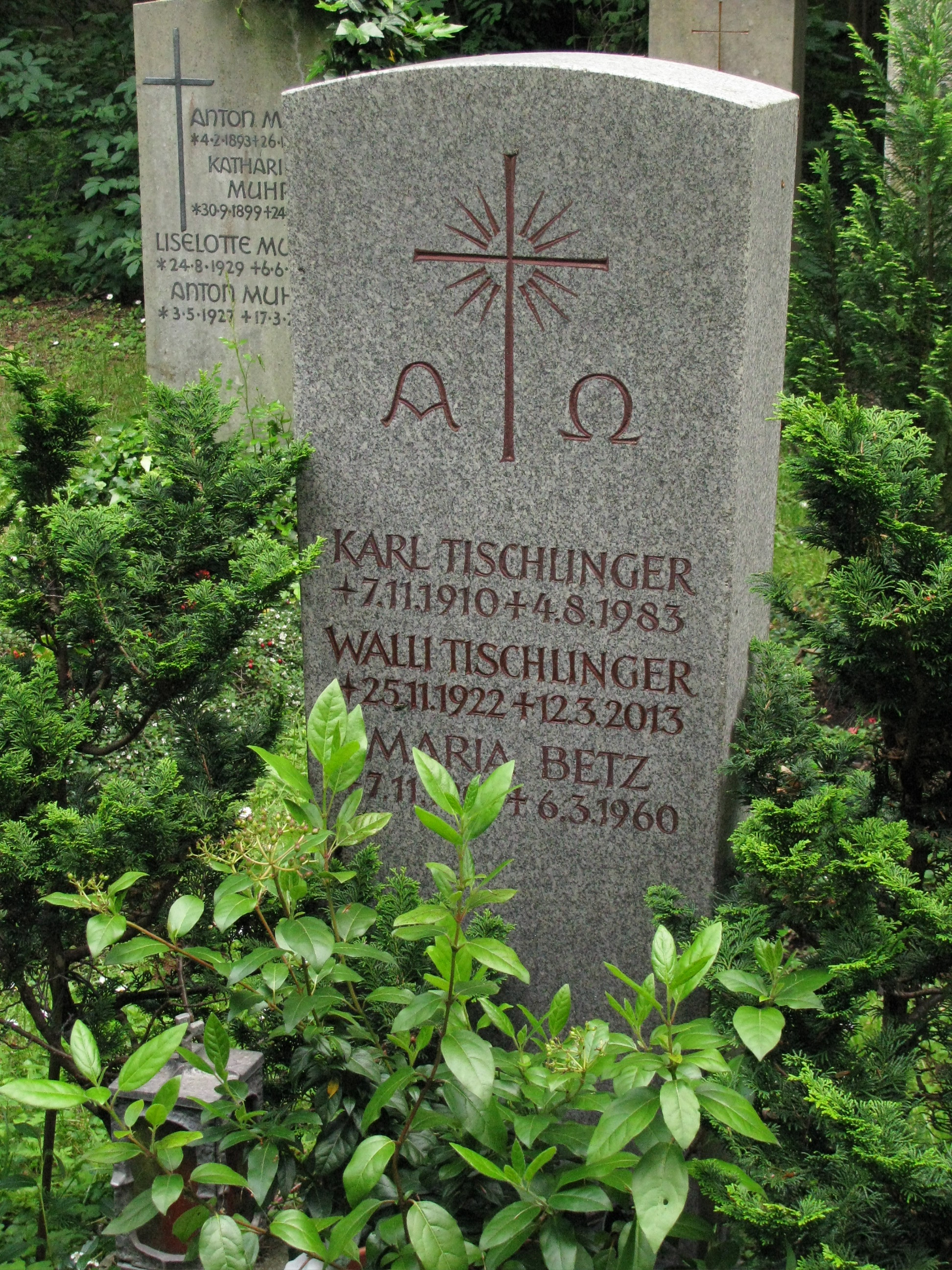
Grab von Karl Tischlinger auf dem Münchner Waldfriedhof (2014)

Die Grabstätte von Karl Tischlinger befindet sich im alten Teil des Münchner Waldfriedhofs (Grabnr. 142e-2-77).

## Filmografie (Auswahl)
- 1933: S.A. Mann Brand
- 1950: Land der Sehnsucht
- 1951: Die Alm an der Grenze
- 1952: Mönche, Mädchen und Panduren
- 1953: Die große Schuld
- 1956: Die fröhliche Wallfahrt
- 1956: Das Gesundheitsamt greift ein (Lehrfilm)
- 1962: Zwei Bayern in Bonn
- 1963: Als ich noch der Waldbauernbub war...
- 1963: Aus meiner Waldheimat
- 1963: Elf Jahre und ein Tag
- 1965: Die Pfingstorgel
- 1965: Tatort
- 1969: Ein Dorf ohne Männer
- 1969: Klein Erna auf dem Jungfernstieg
- 1971: Sie liebten sich einen Sommer
- 1972: Die Lokalbahn
- 1972: Trubel um Trixie
- 1979: Himmel, Scheich und Wolkenbruch

## Fernsehserien
- 1963–1977: Der Komödienstadel
  - 1963: Der Schusternazi
  - 1964: Die Tochter des Bombardon
  - 1964: Die Entwicklungshilfe
  - 1964: Wenn der Hahn kräht
  - 1964: Josef Filser
  - 1965: Die Stadterhebung
  - 1967: Der verkaufte Großvater
  - 1967: Krach um Jolanthe
  - 1970: Der Ehrengast
  - 1972: Mattheis bricht’s Eis
  - 1972: Josef Filser
  - 1973: Die drei Dorfheiligen
  - 1973: Die kleine Welt
  - 1975: Thomas auf der Himmelsleiter
  - 1975: Der Bauerndiplomat
  - 1976: Der bayrische Picasso
  - 1976: Herz am Spiess
  - 1977: Die Widerspenstigen

- 1960–1963: Funkstreife Isar 12 (35 Folgen)
- 1964: Das Kriminalmuseum – Gesucht: Reisebegleiter
- 1964: Der Nachtkurier meldet; Folge: Polizisten sind auch Menschen
- 1966–1968: Die seltsamen Methoden des Franz Josef Wanninger
- 1967: Flucht ohne Ausweg
- 1967: Das Kriminalmuseum – Das Kabel
- 1969–1971: Königlich Bayerisches Amtsgericht
- 1977: Derrick (Mord im TEE 91)
- 1977: Polizeiinspektion 1 – Verfolgungswahn
- 1978–1981: Der Alte
- 1979: Sonne, Wein und harte Nüsse – Die Sache mit dem Koffer
- 1980: Polizeiinspektion 1 – Das Denkrohr
- 1981: Polizeiinspektion 1 – Einrichtungshaus Franke
- 1982: Polizeiinspektion 1 – Der Mann aus Rosenheim
- 1983: Unsere schönsten Jahre